# C'est gratuit pour les filles

C'est gratuit pour les filles est un court métrage réalisé par Marie Amachoukeli et Claire Burger, sorti en 2009.
Il a remporté le César du meilleur court métrage en 2010.

## Synopsis
Laetitia est sur le point d'obtenir son diplôme professionnel de coiffure. Avant de passer son examen, elle décide d'aller participer à une fête, avant de concrétiser son rêve d'ouvrir un salon avec sa meilleure amie.

## Fiche technique
- Réalisation : Marie Amachoukeli et Claire Burger
- Scénario : Marie Amachoukeli et Claire Burger
- Image : Julien Poupard
- Décoratrice : Noemie Jansem
- Montage : Frédéric Baillehaiche
- Durée : 23 minutes
- Date de sortie : 16 mai 2009

## Distribution
- Laetitia Hadri : Laetitia
- Yeliz Alniak : Yeliz
- Vicente Lopez Lama : Vicente
- Aurore Dos Santos : Aurore
- Michael Ehlen : Michael
- Raymond Burger
- Sébastien Knoepfly
- Jean-Marie Meyer

## Distinctions
- César du meilleur court métrage en 2010
- Sélectionné à la Semaine de la Critique durant le Festival de Cannes 2009[1]
- Meilleur court métrage au Festival international du court métrage de Clermont-Ferrand
- Grand prix du Festival du film de Vendôme